# 幡多けんみん病院
高知県立幡多けんみん病院（こうちけんりつはたけんみんびょういん）は、高知県宿毛市にある医療機関。3市3町村からなる幡多地域の中核病院であり、高知県災害拠点病院に指定されている。幡多保健医療圏内で最大の病床数を有する。1日入院患者数240.6人、1日外来患者数543.3人、救急患者数13903件、救急車搬入件数2,589件（25年度）
また、隣接地に高知県立幡多看護専門学校がある。

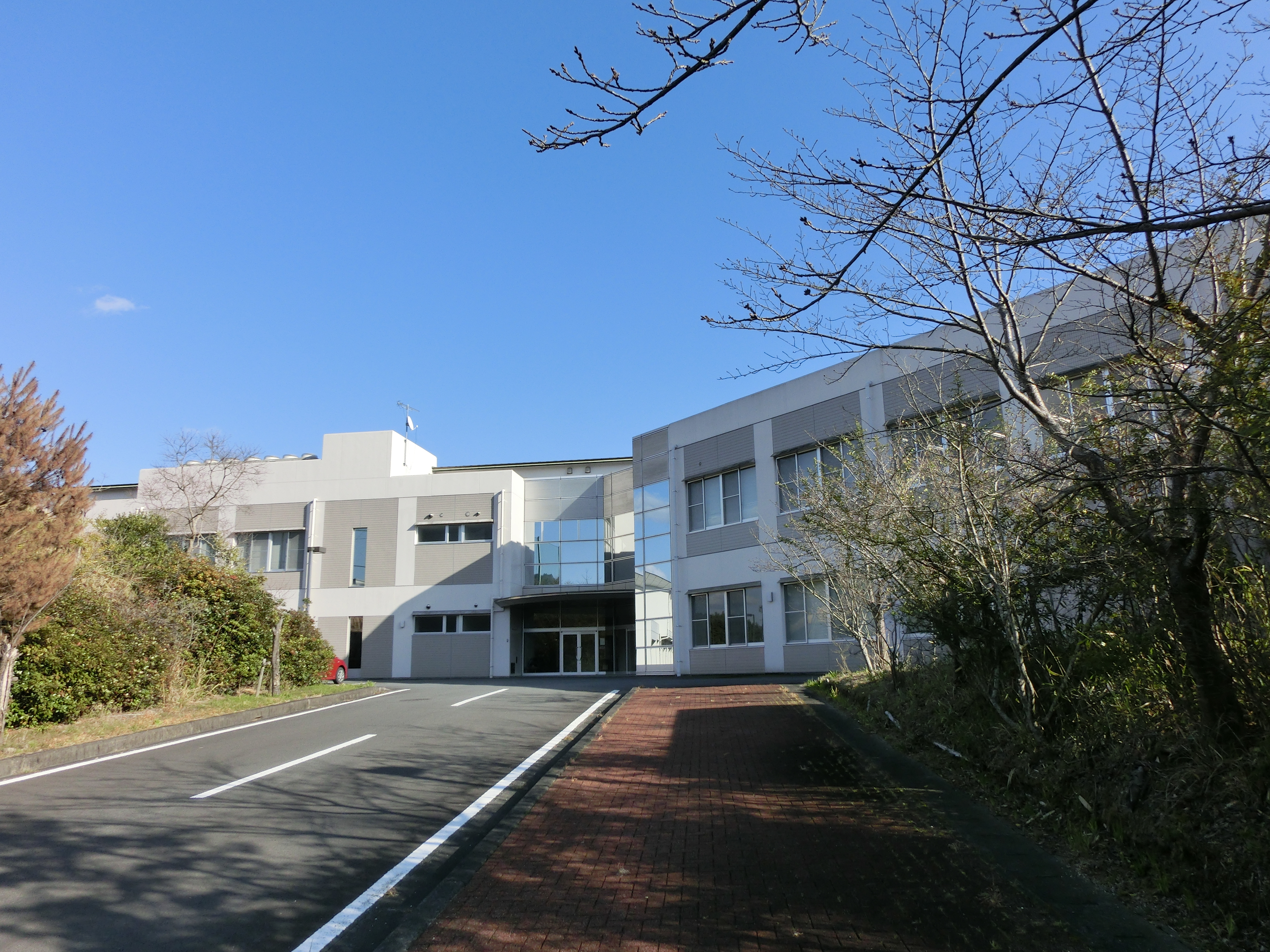
隣接する高知県立幡多看護専門学校

## 沿革

### 年表
- 1948年5月1日 - 日本医療団から施設を譲渡され、高知県立宿毛病院発足
- 1951年7月11日 - 幡多郡中村町右山に高知県立幡多結核療養所を設置
- 1957年1月10日 - 高知県立幡多結核療養所を高知県立西南病院と改称する
- 1999年4月24日 - 両病院を統合し、高知県立幡多けんみん病院発足
- 2012年4月1日 - 地域がん診療連携拠点病院に指定

## 医療機関の指定
- 保険医療機関（健康保険法・国民健康保険法）
- 救急告示病院
- 高知県災害拠点病院
- 臨床研修指定病院
- 地域がん診療連携拠点病院
- エイズ治療拠点病院
- 広域医療搬送拠点(SCU)管理協力病院[2]。
  - SCU - 宿毛市総合運動公園
- 高齢者の医療の確保に関する法律第７条第１項に規定する医療保険各法及び同法に基づく療養等の給付の対象とならない医療並びに公費負担医療を行わない医療機関
- 労災保険指定医療機関
- 指定自立支援医療機関（更生医療）
- 指定自立支援医療機関（育成医療）
- 指定自立支援医療機関（精神通院医療）
- 身体障害者福祉法指定医の配置されている医療機関
- 生活保護法指定医療機関
- 医療保護施設
- 結核指定医療機関
- 指定養育医療機関
- 戦傷病者特別援護法指定医療機関
- 原子爆弾被害者医療指定医療機関
- 原子爆弾被害者一般疾病医療取扱医療機関
- 第二種感染症指定医療機関
- 公害医療機関
- 母体保護法指定医の配置されている医療機関
- 特定疾患治療研究事業委託医療機関
- DPC対象病院
- 指定療育機関
- 小児慢性特定疾患治療研究事業委託医療機関

## 診療科等
- 内科
- 外科
- 整形外科
- 脳神経外科
- 皮膚科
- 泌尿器科
- 産婦人科
- 眼科
- 耳鼻咽喉科
- 麻酔科
- 放射線科
- 小児科
- 精神科

## 交通アクセス
- 土佐くろしお鉄道宿毛線平田駅より高知西南交通「中村駅」行き乗車(5分)、「けんみん病院」バス停下車